# Благо Шутин
Благой (Благо) Петров Шутин е български революционер, деец на Върховния македоно-одрински комитет.

## Биография
Благо Шутин е роден на в 1880 година в разложкото село Обидим. Завършва първо отделение и работи като зидар. Присъединява се към македоно-одринското революционно движение и взима участие в Илинденско-Преображенското въстание през лятото на 1903 година, като се сражава при Обидим, Арамибунар и Балиолу. След въстанието в 1907 – 1908 година отново участва във революционните усилия на Върховния комитет.
При избухването на Балканската война в 1912 година е доброволец в Македоно-одринското опълчение и служи в 4-та рота на 13-а кукушка дружина. В битката при Султан тепе е ранен в главата и остава инвалид с дясната ръка.
На 1 март 1943 година, като жител на Обидим, подава молба за българска народна пенсия, която е одобрена и отпусната от Министерския съвет на Царство България.